# 牛津高中 (密西根州)
牛津高中是位於美國密歇根州牛津鎮的一所公立中學。它由牛津社區學區運營。學校取材於牛津村和牛津鎮的一部分，以及獵戶座、德萊頓、梅塔莫拉和艾迪生鎮的一部分。

## 历史
现址以前是于 2004 年开放的中学校园。 在装修完成后，中学和高中互换了建筑物，中学现在位于莱克维尔路的旧高中大楼内。 
自 2004 年以来，该高中已增加了 500 多名学生。 

### 2021年槍擊事件
2021年11月30日，学校发生大规模枪击事件。四名学生遇难，另有七人受伤。嫌疑枪手是一名 15 岁的高中二年級学生，名叫 Ethan Crumbley  ，他于同一天在现场被拘留。  Crumbley 被指控为成年人，面临谋杀和恐怖主义指控。  Crumbley 的父母在枪击事件发生前三个小时才就他的行为与学校工作人员会面。  Crumbley 的手机里有一段关于他在拍摄前一天晚上制定的拍摄计划的视频。 他于2021 年 12 月 1 日被传讯，罪名包括恐怖主义和四项有预谋的谋杀罪。 

## 教育
牛津高中是经授权的国际文凭课程世界学校。 

## 竞技
牛津高中提供 24 種不同的校隊運動。 球隊參加奧克蘭活動協會，這是一個高中運動會，其成員學校的招生人數相似，並且都位於奧克蘭縣地區。 全州的班级名称（基于注册人数）是“Division 1”或“Class A”。 
学校的主要吉祥物是野猫。高中和中学都有球队，被称为“牛津野猫队”。牛津的主要竞争对手是獵戶座湖，位于南部的小镇。在美式足球中，两支球队争夺“Double-O”（牛津/猎户座）的竞争奖杯。至少从 1950 年到 1983 年，当牛津大学搬到弗林特都会联盟(FML) 时，他们每年都参加比赛。在 FML 比赛期间，牛津大学的主要竞争对手是拉皮尔东高中和拉皮尔西高中，位于牛津以北约 15 英里的拉皮尔。
在 2010-2011 年之前，牛津高中從 FML（自 1983 年以來一直是成員學校）轉移到奧克蘭活動協會。此舉的原因包括人口和地理方面的考慮。多年來，底特律大都會的城市擴張使牛津從城鄉邊緣地帶進入，並與 OAA 的大部分地區一樣，與大底特律地區更接近，而不是弗林特地區。由於此舉，與獵戶座湖的體育競爭在 27 年後重新開始。
牛津大学曾在男子田径（1991 年 B 级）、足球（1992 年 BB 级）和摔跤（2011 年 A 级）中赢得州冠军。 
牛津大學的馬術隊在 1980 年（B 級）、2008 年（C 級）、2012 年（A 級）、2016 年（B 級）和 2017 年（A 級）贏得了多個州冠軍。  
2011 年，牛津田径队斥资 40 万美元为足球场安装了人造草皮，这笔费用由私人捐款支付。最初，草皮是用公共债券支付的，但工厂未能通过选舉。  AstroTurf成为头条新闻，因为有消息称几位田径助推人将他们的个人房屋作为购买场地的抵押品。 当最初的筹款努力失败时，助推人的余额为 300,000 美元，并且有违约的危险。助推人和 AstroTurf 之间达成了一项协议，允许延长投资回收期。 當博伊西州立大學通知牛津大學他們在艾伯森體育場的場地上擁有“藍色草坪”一詞的商標時，草坪也成為頭條新聞。 因此，牛津不能繼續稱他們的草坪為“藍色草坪”。然而牛津可以使用“海軍草坪”、“牛津藍色草坪”或“真正的藍色草坪”等術語。 

## 著名校友
- Jim Bates, 1964, 前职业美式橄榄球教练[19]
- Eric Ghiaciuc, 2000, 前职业美式足球运动员
- Mike Lantry, 1966, 前密歇根大学美式足球踢球手[20]
- Zach Line, 2008, 前职业美式足球运动员
- 戴夫·雷纳(Dave Rayner)，2001 年，前职业美式足球运动员